# Chleb szczeciński
Chleb szczeciński – regionalny produkt piekarski, charakterystyczny dla Szczecina i regionu szczecińskiego, 26 sierpnia 2015 roku wpisany na polską listę produktów tradycyjnych (zgłaszającymi byli Cech Rzemiosł Spożywczych w Szczecinie oraz szczecińska piekarnia Wojciechowski).

## Historia
Chleb pszenno-żytni wypiekano w Szczecinie już od wczesnego średniowiecza (czuwał nad tym lokalny cech piekarski). 
Receptura i tradycja wypieku chleba szczecińskiego sięga minimum lat 60. XX wieku. Zapiski rodzinne szczecińskich piekarzy wskazują jednak, że była ona wcześniejsza. Ze wspomnień prezydenta miasta, Piotra Zaremby, wynika, że już 9 maja 1945 roku wypieczono i przydzielono urzędnikom wojewódzkim przybyłym do miasta 2000 bochenków chleba z piekarni Mazura zlokalizowanej na narożniku ulicy Mickiewicza i Alei Bohaterów Warszawy. Niezmienną recepturę produkcji tego chleba potwierdzają świadectwa piekarzy. Obecna wersja pieczona jest od lat 80. XX wieku w wielu piekarniach Szczecina i (m.in. w Kamieniu, Łobzie czy Resku). Nad recepturą produktu czuwa szczeciński Cech Rzemiosł Spożywczych.

## Charakterystyka
Jest to chleb pszenno-żytni, przy czym 60% stanowi mąka pszenna, a 40% mąka żytnia. Produkt charakteryzuje się chrupiącą skórką, jest nieco wilgotny w środku, miękki i posiada charakterystyczny, intensywny, chlebowy aromat z wyczuwalną nutą kwasu. Bochenek jest wydłużony, od dołu spłaszczony, z górą lekko zaokrągloną. Skórka jest lekko chropowata, z zewnątrz lekko brązowa. Na przekroju barwa jest złoto-kremowa. Do wypieku używa się zakwasu naturalnego, bez emulgatorów, wzmacniaczy smaku, czy barwników. Sprzedawany najczęściej w dwóch gramaturach jako „normalny” (albo duży) i „mały” w gramaturach 500 i 300 gramów lub 600 i 400 gramów. 

## Nagrody i wyróżnienia
Chleb zdobył nagrody:
- w 2014 roku I miejsce w konkursie „Nasze Kulinarne Dziedzictwo – Smaki Regionów” (Poznań) w kategorii produktów i przetworów pochodzenia roślinnego,